# Futbolniy Klub Akademiya
FC Akademiya Togliatti - em russo: ФК "Академия" Тольятти - foi um clube de futebol da cidade de Togliatti, às margens do rio Volga, na Rússia.
Fundado em 1991, como Lada Dimitrovgrad, manteve o nome da maior empresa automobilística da Rússia até 2005, quando passou a se chamar Krylia Sovetov-SOK Dimitrovgrad. Ganhou o atual nome em 2008.
O Akademiya manda seus jogos no Torpedo Stadium, em Togliatti, com capacidade para 18.000 torcedores.
Com a exclusão do Lada e do FC Togliatti das competições de futebol, o Akademiya passou a ser o representante da cidade de Togliatti no futebol russo.

## Plantel atual
Nota: Bandeiras indicam equipe nacional, conforme definido pelas regras de elegibilidade da FIFA. Os jogadores podem ter mais de uma nacionalidade não-FIFA.
| N.º |        | Posição | Jogador              |
| --- | ------ | ------- | -------------------- |
|     | Rússia | G       | Aleksandr Gusev      |
|     | Rússia | G       | Stanislav Kritsyuk   |
|     | Rússia | G       | Artyom Leonov        |
|     | Rússia | G       | Maksym Pavlov        |
|     | Rússia | G       | Pyotr Sevostyanenko  |
|     | Rússia | D       | Alan Gikayev         |
|     | Rússia | D       | Dmitriy Godunok      |
|     | Rússia | D       | Dmitri Golubev       |
|     | Rússia | D       | Ilya Kutepov         |
|     | Rússia | D       | Denis Magadiyev      |
|     | Rússia | D       | Igor Maystrenko      |
|     | Rússia | D       | Maksym Meshcheryakov |
|     | Rússia | D       | Ilyaz Minibayev      |
|     | Rússia | D       | Aleksei Pashchenko   |
|     | Rússia | D       | Danila Petrishchin   |
|     | Rússia | D       | Aleksandr Trokhov    |

| N.º |        | Posição | Jogador             |
| --- | ------ | ------- | ------------------- |
|     | Rússia | M       | Dmitriy Abyzov      |
|     | Rússia | M       | Sergey Danilov      |
|     | Rússia | M       | Kirill Kholodov     |
|     | Rússia | M       | Venyamin Mednikov   |
|     | Rússia | M       | Maksym Yakovlev     |
|     | Rússia | M       | Roman Yeremeyev     |
|     | Rússia | M       | Yevgeniy Zhikharev  |
|     | Rússia | M       | Roman Zobnin        |
|     | Rússia | A       | Vitaliy Galysh      |
|     | Rússia | A       | Dmitriy Kabutov     |
|     | Rússia | A       | Roman Kasyanov      |
|     | Rússia | A       | Anton Kilin         |
|     | Rússia | A       | Aleksandr Korotayev |
|     | Rússia | A       | Mikhail Nemtsov     |
|     | Rússia | A       | Yevgeniy Skoblikov  |
|     | Rússia | A       | Dmitriy Vakulich    |